# Antoni Borzewski
Antoni Borzewski (ur. 25 marca 1868 w Ugoszczu, zm. 16 sierpnia 1920 w Ugoszczu) – ziemianin, absolwent Politechniki Ryskiej. W 1889 roku wraz z siostrą Julią odziedziczył dobra Ugoszcz. Od 1891 roku, po wykupieniu części należącej do siostry  jedyny ich właściciel. Należały do niego także dobra  Okonin, razem około 1400 hektarów. W 1905 roku wszedł w posiadanie dóbr Giżynek.
W 1899 roku jeden z głównych założycieli cukrowni Ostrowite
. Wiceprezes (od 1909 r.) i prezes (lata 1913 - 1917) Okręgowego Towarzystwa Rolniczego Ziemi Dobrzyńskiej. Współzałożyciel Syndykatu Rolniczego w Rypinie. Po wybuch I wojny światowej należał do Gubernialnego Komitetu Obywatelskiego w Płocku. Radny sejmiku powiatu lipnowskiego (od maja 1914 r.). Prezes Rypińskiego Oddziału Związku Ziemian (lata 1919 - 1920). Współzałożyciel i wiceprezes Automobilklubu Polskiego.
Zmarł broniąc swojej posiadłości w Ugoszczu przed wojskami bolszewickimi. Pochowany został w Oborach.